# Saint-Léger-sous-Beuvray
Saint-Léger-sous-Beuvray é uma comuna francesa na região administrativa de Borgonha-Franco-Condado, no departamento Saône-et-Loire. Estende-se por uma área de 36 km². Em 2010 a comuna tinha 384 habitantes (densidade: 10,7 hab./km²).